# Cortes de Valladolid de 1518
Cortes de Valladolid de 1518. Cortes en el reino de Castilla celebradas a comienzos de febrero de 1518 en la ciudad de Valladolid durante los inicios del reinado de Carlos I.

## Convocatoria

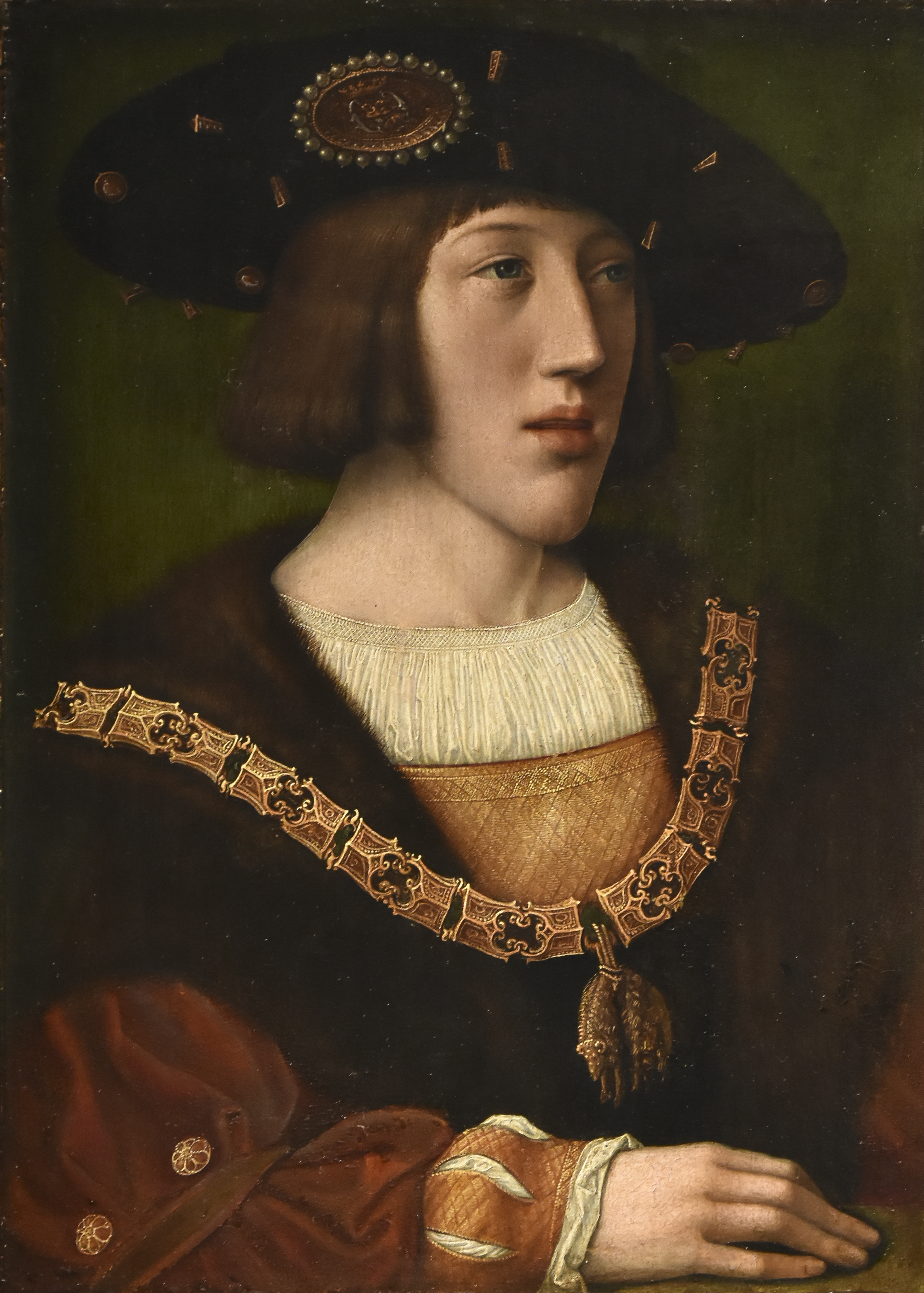
Retrato de Carlos I de España, por Bernard van Orley.

El joven Carlos I había arribado a la península el 19 de septiembre de 1517, en Villaviciosa, principado de Asturias. El 4 de noviembre visitó muy brevemente a su madre Juana la Loca, recluida en Tordesillas, y pudo obtener un permiso formal para gobernar en su nombre sin problemas. Poco después recibió la noticia del fallecimiento del cardenal Francisco Jiménez de Cisneros, lo que le dejaba completamente allanado el gobierno de Castilla.
Pero antes que nada, necesitaba la confirmación de las ciudades de Castilla, de las que lograría arrancar también un servicio. Por ese motivo el 12 de diciembre de 1517 convocó las Cortes fijando su reunión para el 24 de enero del año próximo en la ciudad de Valladolid.

### Procuradores de las ciudades
A continuación se presenta una lista de los procuradores que fueron elegidos para las Cortes de Valladolid de 1518, indicando entre paréntesis, si se conoce, el oficio que desempeñaba cada uno dentro del ayuntamiento local.
| Por Burgos: - Juan Zumel (escribano mayor). - Diego de Soria (regidor). Por León: - Martín Vázquez de Acuña. - Hernando de Villafañe. Por Toledo: - Lope Guzmán (regidor). - Pedro de Velayos (jurado). Por Granada: - Antonio de Mendoza. - Gonzalo de Medrano. Por Sevilla: - Jorge de Portugal. - Alonso Ochoa (jurado). Por Córdoba: - Francisco Pacheco. - Francisco Aguayo. Por Murcia: - Diego de Laxao. - Juan Ramírez de Segovia. Por Salamanca: - Alonso Rodríguez de Fonseca. - Pedro de Araya. Por Madrid: - Luis Núñez. - Antonio de Luzón. | Por Zamora: - Diego Ramírez. - Cristóbal Briceño. Por Ávila: - Pedro de Peso. - Cristóbal del Peso. Por Segovia: - Diego de Heredia. - Francisco de Mondaño. Por Cuenca: - Gregorio Álvarez de Chinchilla (regidor). - Fernando del Castillo. Por Valladolid: - El Dr. Villarroel. - Francisco de León. Por Toro: - Juan Rodríguez de Fonseca. - El comendador Valdivieso. Por Jaén: - Antonio de Bermeo. Por Soria: - Gonzalo Gil de Miranda. - Iñigo de Medrano. Por Guadalajara: - Alvar Gómez de Ciudad Real Arias - Antonio de Torres (regidor). |

## Reunión de las Cortes

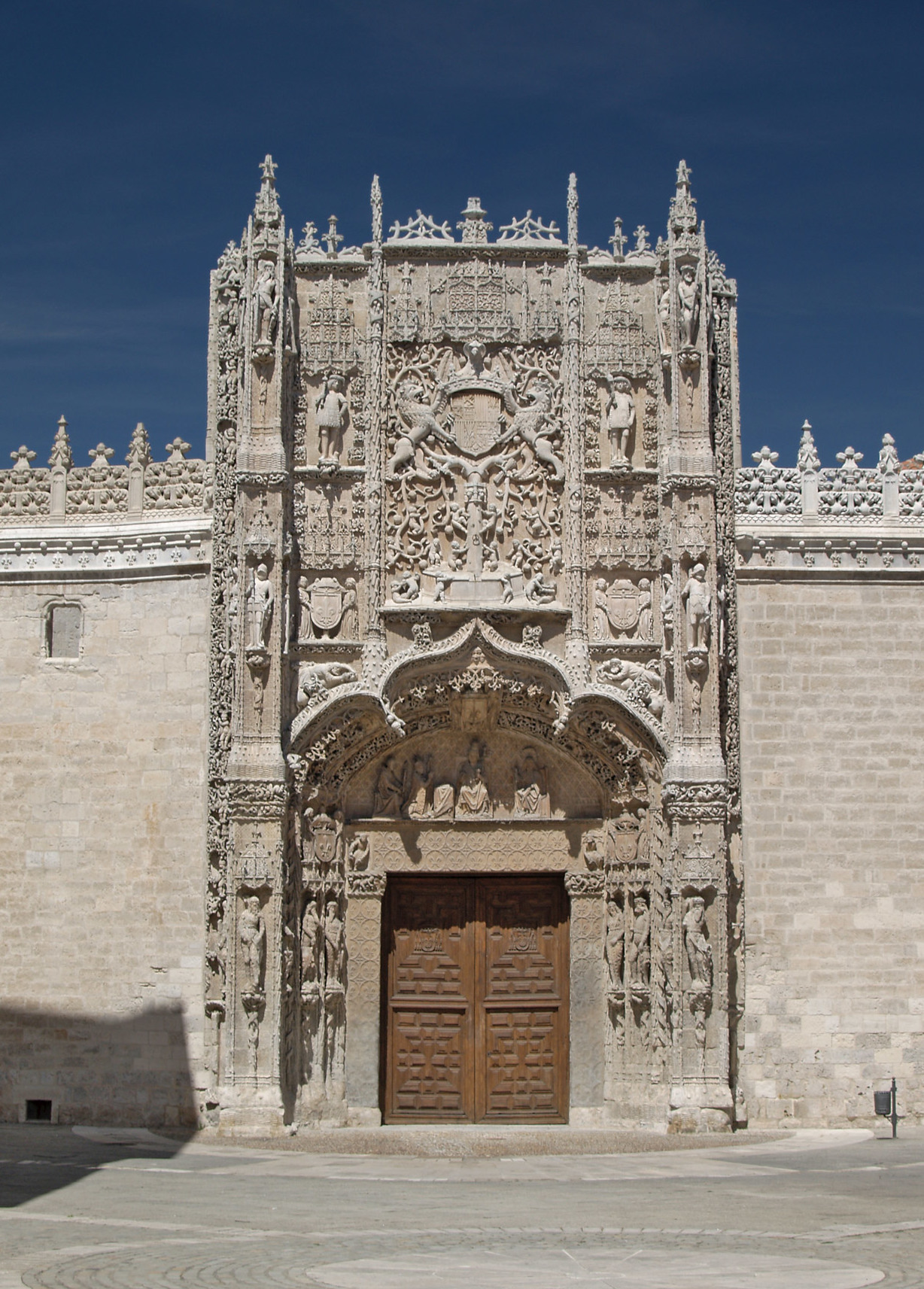
Fachada del Colegio de San Gregorio, en Valladolid.

### 2 de febrero
Los procuradores se reunieron el martes 2 de febrero en una sala alta del Colegio de San Gregorio, sin la presencia de los brazos noble y eclesiástico, que acudirían días después. Antes de que comenzase la sesión uno de los procuradores de Burgos, Juan Zumel, protestó en nombre de los demás por el nombramiento de Jean Sauvage como presidente de las Cortes junto al obispo Pedro Ruiz de la Mota y de un tal Maestrejos como asistente, pues ambos eran extranjeros, pidiendo testimonio de ello al secretario Bartolomé Ruiz de Castañeda. En el primer caso, lo cierto es que correspondía a una decisión tomada por el rey mucho tiempo antes de la partida de la Corte hacia España el 26 de mayo de 1517.
Seguidamente, los procuradores entregaron sus poderes y prestaron en manos del obispo el acostumbrado juramento de guardar secreto. Para terminar la sesión, Mota les pidió que se reuniesen nuevamente a las tres de la tarde del día 5 para saber la causa por la que habían sido llamados, y los diputados, por su parte, le solicitaron que comunicase al rey que antes que nada debía prestar juramento de no enajenar cosa alguna del patrimonio real, de guardar las leyes, fueros y ordenamientos del reino y los privilegios, usos y costumbres de los pueblos, y de no conceder oficios a los extranjeros.
El historiador hispanista Joseph Pérez concuerda con Manuel Giménez Fernández al subestimar la actitud del procurador burgalés y calificarla como una simple oposición verbal por parte de alguien que, como perteneciente desde hacía mucho a la clientela del Condestable, buscaba manifestar los sentimientos de una parte de la aristocracia castellana, inquieta ante la posición que ocupaban los flamencos en la nueva administración y decepcionada por permanecer alejada de los centros de poder.

### 4 de febrero
Según el cronista Prudencio de Sandoval, el rey ordenó a los procuradores de Burgos presentarse en el palacio del Canciller para celebrar una conferencia con éste, el obispo Mota y el letrado García de Padilla. Por temor y por precaución de lo que podría pasar, los de Valladolid y Sevilla decidieron acompañarlos. La camarilla flamenca habría entonces recriminado a Zumel su conducta orientada a «levantar los ánimos»:

Los menores le respondieron con mucha cólera, y que había incurrido en pena de muerte y perdimiento de bienes; y que así, le habían de mandar prender como a deservidor del rey.

La situación se volvió más tensa que nunca. Zumel comunicó lo ocurrido a sus colegas y presentó personalmente una petición a Le Sauvage para que se confirmasen los capítulos acordados en las anteriores Cortes. Entonces se encontraron con Mota y García de Padilla, los cuales se entrevistaron con Guillermo de Croy, señor de Chiévres y consejero del rey, para determinar qué hacer. Tras hacerlos esperar un tanto, respondieron que elevarían la demanda a conocimiento del rey, aunque al mismo tiempo hicieron un comentario negativo por la osadía de dar petición al rey antes que supiesen lo que Su Alteza les querría mandar. Zumel habría respondido que su intención era advertir a Carlos de las necesidades del reino para evitar de ese modo cualquier alteración o desacato contra su autoridad.
Acto seguido, Le Sauvage envió al secretario Villegas para que le trajiesen al doctor Zumel. Temiendo lo peor, los procuradores de Córdoba y Granada se instalaron junto a la puerta de la recámara del presidente de las Cortes y esperaron que el burgalés saliese sano y salvo, tal como finalmente lo hizo.

### 5 de febrero
En la mañana del 5 de febrero el presidente anunció que Carlos se presentaría por la tarde a prestar el juramento exigido. Al mismo tiempo, los procuradores de León se quejaron de lo ocurrido el día anterior ante Guillermo de Croy:

Y al propósito, el dotor hizo un razonamiento muy bueno a parecer de todos, pidiendo a Xevres que los favoreciese con el rey, pues tenían a su señoría por natural de estos reinos, así por la carta de naturaleza que tenía muchos años había, como por los oficios que en ellos tenía, y por ser el cardenal de Croy, su sobrino, arzobispo de Toledo. A esto respondió Xevres que él se tenía por natural de estos reinos, por las causas que habían dicho; mas que estaba cierto que Su Alteza no haría más de lo que sus antepasados habían hecho, y que juraría las leyes, privilegios y buenos usos y costumbres; pero que no juraría particularmente el capítulo que pedían en cuanto a no dar oficio ni beneficio a extranjero, con los demás que arriba están dichos.
Prudencio de Sandoval, Historia de la vida y hechos del Emperador Carlos V.

Tras todos estos altercados, el monarca se personó en el Colegio de San Gregorio acompañado de nobles, eclesiásticos y de su hermano el infante Fernando, y tomó asiento en un solio preparado a tal efecto. Tras un discurso leído por el obispo Mota, confirmó sus palabras y Zumel se levantó del asiento para agradecerle su venida a Castilla y reiterar sus pedidos. Seguidamente, el letrado García de Padilla pronunció el juramento al que suscribieron todos los procuradores según las formalidades y protocolos de la época. Carlos juró después de esta ceremonia, sobre la cruz y evangelios que sostenía en sus manos el secretario Castañeda.

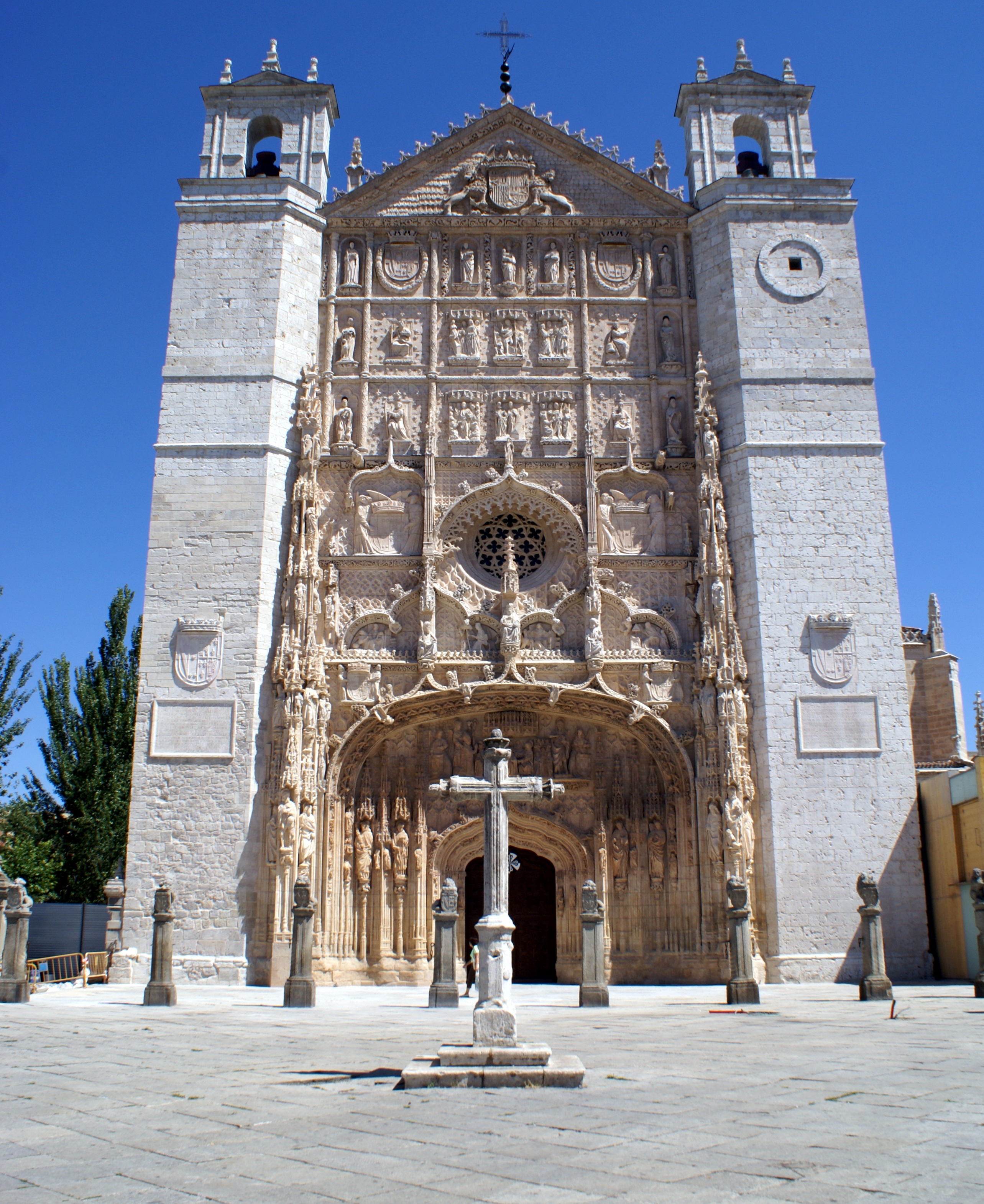
Fachada de la iglesia conventual de San Pablo, en Valladolid.

### 7 de febrero
El domingo 7 de febrero, acabada la misa oficiada por el cardenal de Tortosa —el holandés Adriano de Utrecht—, tuvo lugar en la iglesia de San Pablo el acto de juramento por parte de los nobles y eclesiásticos. Luego, a suplica de los procuradores, el rey reiteró su juramento con la misma formalidad dicha.

Levantandose el rey de la silla donde estaba, se fue a las cortinas desde donde había oído la misa, y allí repitieron por si solos este acto los procuradores de Cortes por Toledo, y el rey les hizo el expresado juramento de que se pidió testimonio.
Actas de Cortes.

### 9 y 10 de febrero

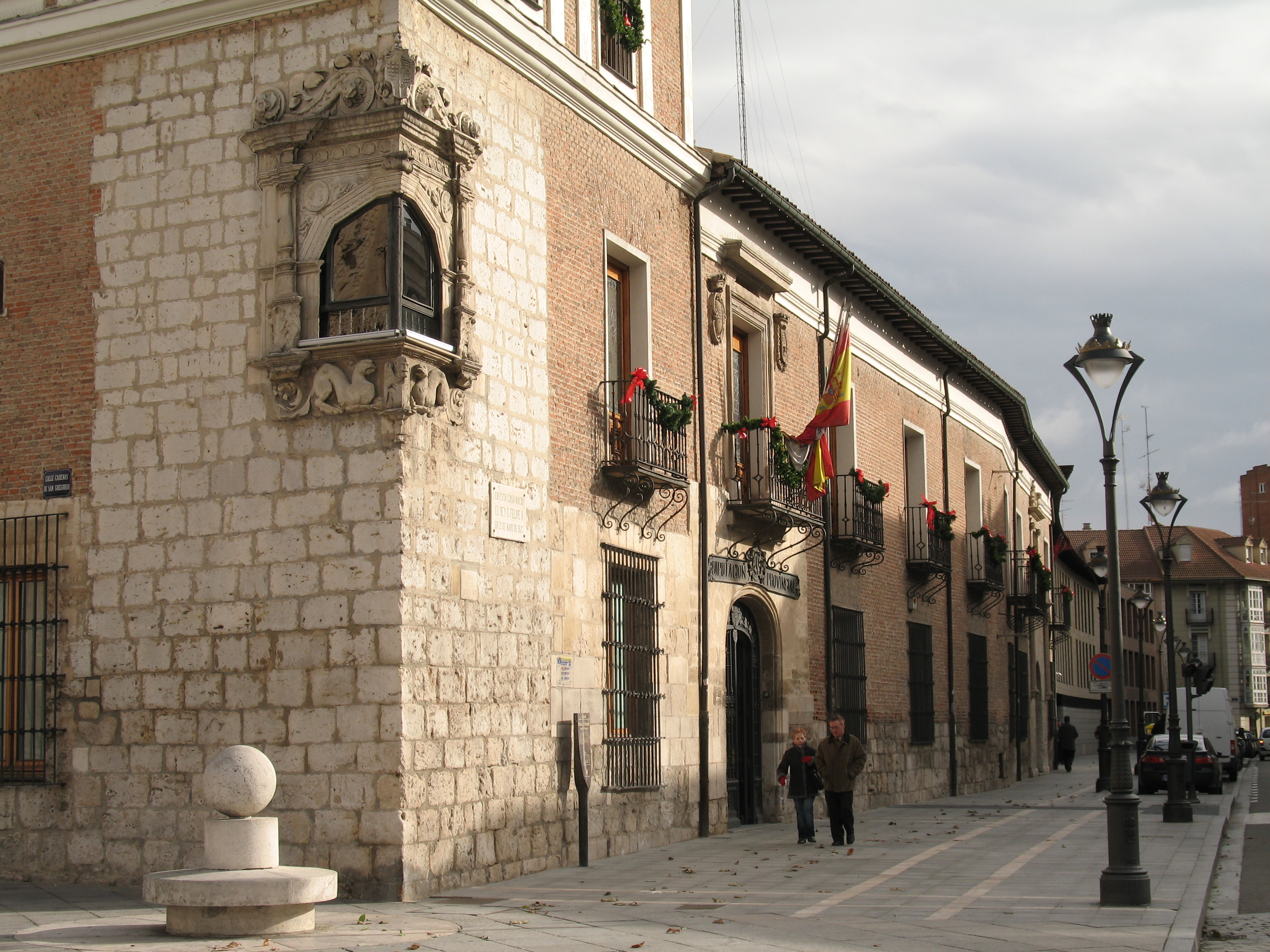
Palacio de Pimentel.

El día 9 de febrero las Cortes se reunieron en el palacio de Bernardino Pimentel, donde se aposentaba Carlos.  En la proposición real leída ese día por Pedro Ruiz de la Mota, el rey apeló por sobre todo a la lucha cristiana contra los turcos y a los gastos que las guerras entre países cristianos y otros hechos pasados habían ocasionado al tesoro real: la compra del ducado de Frisia, las guerras de Italia, su viaje hasta la península etc. Por eso solicitó encarecidamente a los procuradores que le concediesen un servicio:

Así como en Flandes le hicieron un gran servicio para envíarnos al rey, y carecer perpetuamente de él, lo hagamos nosotros para recibirle y gozarlo siempre.
Actas de Cortes.

Zumel, en nombre de todos los procuradores, pidió tiempo para deliberar. La misma respuesta ofreció al día siguiente cuando Mota manifestó su intención de que el servicio fuese mayor a los pasados debido a las acuciantes necesidades del monarca.

### 12 y 14 de febrero
El día 12 los procuradores manifestaron a Carlos que concederían un servicio de doscientos cuentos de maravedíes pagaderos en cuatro años a partir de 1519 y que se contentase porque vistas las necesidades del reino no podían dar más. El monarca se los agradeció pero pidió que se diesen pagaderos en tres años porque, tal como lo había expresado Mota el 10, sus necesidades eran urgentes.
Finalmente, el 14 de febrero los diputados concedieron formalmente el servicio según los términos fijados por Carlos. Testigos de ello fueron, según declaran las actas oficiales, los flamencos Guillermo de Croy, monsieur de Beuxxen, —mayordomo mayor del rey—, Mingo Val —su caballerizo mayor— y monsieur de Lachaux —camarero del rey—.

## Peticiones
La discusiones tenidas lugar en las Cortes de Valladolid de 1518 llevaron a la composición de un cuaderno de 88 peticiones, con un preámbulo que —como era una formalidad institucional de la época— hacía recordar al joven Carlos sus obligaciones como monarca de Castilla:

Consyderando que vuestra alteza, como sancto, justo, cathólico rey, primero deve e es obligado a socorrer e proveer en las cosas tocantes a sus pueblos, universydades e súbditos e naturales vasallos que a las cosas suias propias; pues aquestas, vuestra alteza, como rey e sennor soberano de todo y tan poderoso, se proberá a su voluntad, e las de vuestra alteza nos avemos de cunplir y guardar de nescesydad. E, muy poderoso sennor, ante todas cosas, queremos traer a la memoria de vuestra alteza, se acuerde que fue escojido e llamado por rey; cuya interpretación es regir bien, y porque de otra manera non seria ragir bien mas desypar e ansy non se podría decir nin llamar rey e el buen regir es facer justicia, que es dar a cada uno lo que es suyo, e este tal es verdadero rey, porque aunque en los reyes se halle y tengan otras muchas tuercas, como son linage, dignidad, potencia, honra, riquezas, deleites, pero ninguna destas es propia del rey, segund los decretos e auctorídades de doctores dicen, synon sólo facer justicia e juicio, e
por esta e en nombre della dixo el sabio: «por mí loa reyes reynan (...)». Pues, muy poderoso sennor, sy esto es verdad, vuestra alteza, por hacer ésta reynar, la qual tyene propiedad que quando los súbditos duermen, ella vela, e ansy vuestra alteza lo deve hacer, pues en verdad nuestro mercenario es, e por esta causa asaz sus súbditos le dan parte de sus frutos e ganancias suias e le syruen éstas a las personas todas las veces que son llamados; pues mire vuestra alteza sy es obligado por contrato callado a los tener e guardar justicia.

En el terreno de provisión de oficios se destacan las siguientes peticiones:
- Que no se otorgasen cargos públicos, dignidades eclesiásticas ni cartas de naturaleza a los extranjeros.
- Que se devolviese a Burgos la fortaleza de Lara, que estaba en poder del extranjero Joffre de Cottanes.
- Que el arzobispo de Toledo Guillermo de Croy residiese en la diócesis.

En el terreno económico:
- Que se prohibiese la salida de metales preciosos, monedas y caballos de Castilla.
- Que se mantuviese el sistema de encabezamientos de las alcabalas.
- Que se mandase a producir moneda.
- Que no se expidiesen nuevas cartas de hidalguía por resultar un perjuicio a las rentas reales.

En el terreno político o que afectaba al rey en lo personal:
- Que se le diese un trato más respetuoso a su madre Juana, recluida en Tordesillas.
- Que el rey contrajiese matrimonio lo antes posible para asegurar la sucesión del trono.
- Que hasta que no se cumpliese la anterior petición, el infante Fernando no saliese de la península.
- Que el rey aprendiese a hablar castellano.
- Que no se enajenase villa ni tierra alguna del patrimonio real.
- Que se conservase el reino de Navarra anexionado a Castilla.

## Reacción en León
Terminadas las Cortes, los dos procuradores de León se vieron enfrentados a la oposición de varios grupos contestatarios dirigidos por Antonio de Quiñones y Gutierre de Robles, que les recriminaron su docilidad a la hora de votar el servicio. Ante las críticas vertidas contra los regidores que habían elegido a dichos representantes, un grupo de cincuenta caballeros y escuderos reclamó además representación en el ayuntamiento e intentó sublevar la ciudad contra los notables.